# Lago Trasimeno
O lago Trasimeno é um lago da Itália e localiza-se no centro do país na região da Úmbria (província de Perugia). Estende-se por uma área de cerca de 128 km², o que o torna o quarto maior lago da Itália, sua altitude é de 258 metros sobre o nível do mar e sua profundidade máxima está em torno dos 6 - 7 metros.

## Ilhas
O lago tem três ilhas:
- Maggiore: a ilha possui 35 habitantes e uma área de 24 hectares, o perímetro da ilha é de 2 km. A costa da ilha se encontra a 258 metros de altitude (altitude do lago) enquanto o ponto mais alto da ilha alcança os 309 metros de altitude. A ilha é administrada pela comuna de Tuoro sul Trasimeno (província de Perugia).
- Minore: a ilha é a menor entre as três e pertence a comuna de Passignano sul Trasimeno (e é também a ilha mais próxima a esta comuna). A maior elevação da ilha está em torno dos 20 metros em relação a altitude da superfície do lago (258 metros de altitude), a ilha tem forma de vírgula com 450 metros x 26o metros e uma área total de 0,05 km² e está a uma distância de 470 metros da ilha Maggiore.
- Polvese: é a maior ilha do lago com 69,6 hectares de extensão e pertence a comuna de Castiglione del Lago.

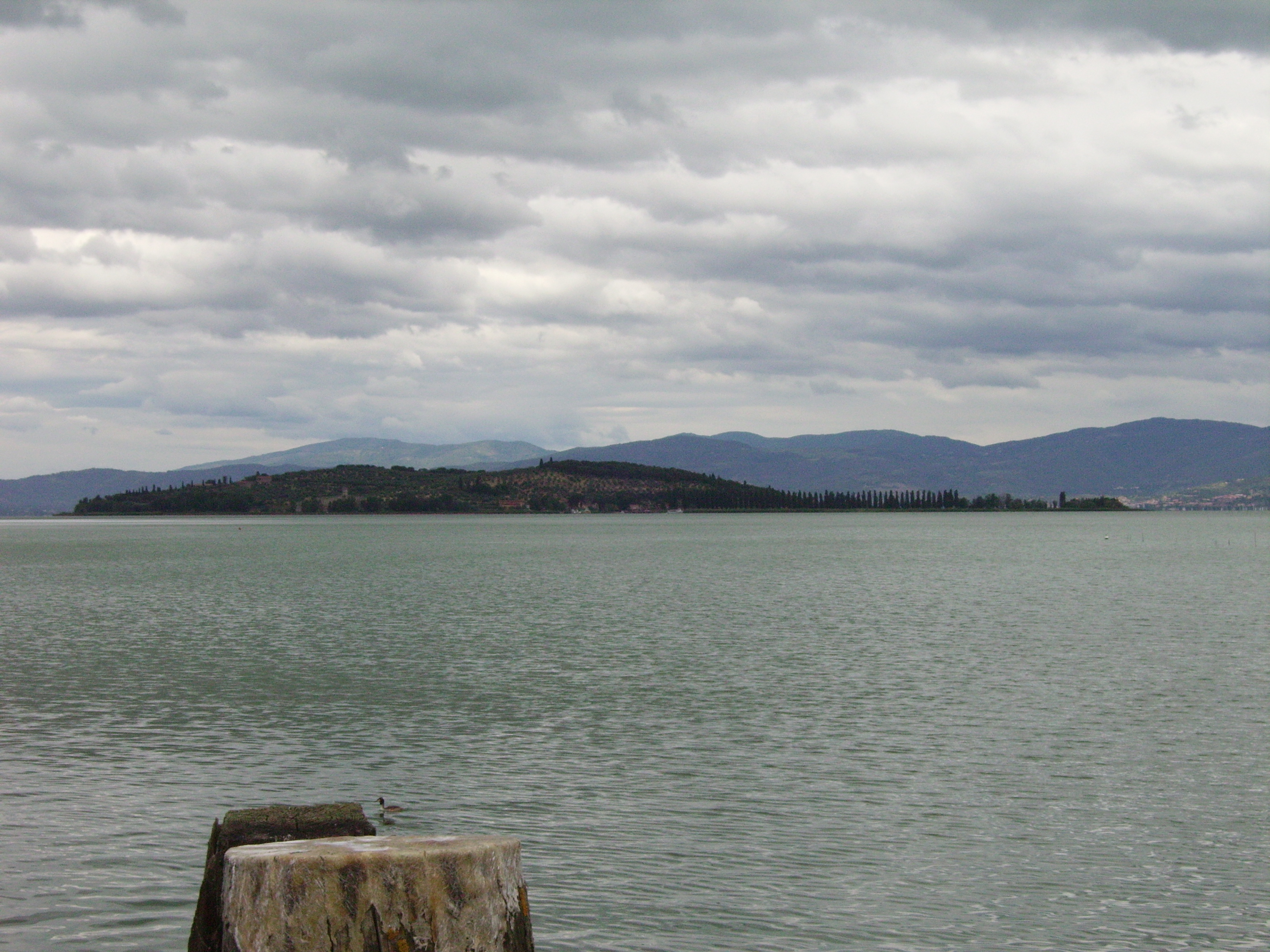
Ilha Polvese.

## História
Na primavera de 217 a.C., ocorreu nas margens do lago, a Batalha do Lago Trasimeno, na qual os cartagineses venceram os romanos.